# Бојана Панић
Бојана Панић, рођена 24. маја 1985. године, глумица је и манекенка из Србије.
Као манекенка учествовала је на значајнијим манифестацијама у организацији париских дизајнерских кућа као што су Диор (Dior) и Шанел (Chanel). Глумом се, уз манекенство, бави од 2007. године.

## Улоге
| Год.  | Назив         | Улога  |
| ----- | ------------- | ------ |
| 2007. | Сељак Жак (Jacquou le Croquant)  | Галиот |
| 2008. | Ларго Винч (Largo Winch) | Мелина |
| 2009. | Коркоро (Liberté/Korkoro)    | Тина   |